# Emile Thubron
Emile Thubron (Boldon, 15 juli 1861 - Tokomaru, 22 mei 1927) was een Frans Motorbootracer. 
Thubron werd in 1908 olympisch kampioen in de open klasse

## Palmares

### Olympische Zomerspelen
| Jaar | Plaats | Resultaten  |
| ---- | ------ | ----------- |
| 1908 | Londen | open klasse |